# Voroveni
Voroveni – wieś w Rumunii, w okręgu Ardżesz, w gminie Davidești. W 2011 roku liczyła 604 mieszkańców.